# Pteromalus doumeti
Pteromalus doumeti is een vliesvleugelig insect uit de familie Pteromalidae. De wetenschappelijke naam is voor het eerst geldig gepubliceerd in 1879 door Fairmaire.